# Малайзия
Малайзия (на малайски: Malaysia; на явански: مليسيا) е държава в югоизточната част на Азия. Столицата е Куала Лумпур. Страната се състои от 2 части, разделени от Южнокитайско море – Западна Малайзия на полуостров Малака и Източна в северната част на остров Борнео (Калимантан). Западната част граничи с Тайланд и Сингапур, а източната – с Бруней и Индонезия.
Площта на страната е 330 803 km2, а населението е 24 821 286 души (към юли 2007 г.).
Малайзия е предимно мюсюлманска страна, но са представени и други религии.
Причислява се към страните в Югоизточна Азия със средно развито стопанство.

## История
Сведения за човешко присъствие на територията на Малайзия датират отпреди 40 хил. години. Търговци от Индия и Китай започват да посещават бреговете на Малайзия през I век и оказват сериозно влияние над местното население, което приема индуизма и будизма. Кралство Лангкасука, образувана към II век владее северната част на Малайския полуостров до XV век. Южната част на полуострова се управлява от морската империя Шривиджая до XIII век, а след падането ѝ от империята Маджапахит. Ислямът започва да се разпространява на полуострова през XIV век, а през 1402 г. принц Парамесвара основава Малакския султанат. Принцът приема исляма за официална религия и така ускорява разпространението му.
Португалците завладяват Малака през 1511 г., а през 1641 г. страната преминава в ръцете на холандците. Британците се появяват в района през 1786 г., когато султанът на Кедах им отстъпва Пенанг. Към 1826 г. под британско управление вече са освен Пенанг и Сингапур, Малака и Лабуан, формиращи колонията Стрейтс Сетълмънтс. Към края на XIX век се образуват Федерални малайски щати – федерация на четири малайски щата – Перак, Негери Сембилан, Паханг и Селангор, която е под британски протекторат. През 1946 г. федерацията се обединява със Стрейтс Сетълмънтс в Малайски съюз, който през 1948 г. се трансформира във Федерация Малайзия. Федерацията обявява независимост на 31 август 1957. През 1963 г. се създава държавата Малайзия, като към досегашните територии се присъединяват Сабах и Саравак.

## География
Територията на страната е разделена на две части – западната е разположена на Малайския полуостров, а източната на остров Борнео. Полуостровната част съставлява 39,7 % от територията на Малайзия и граничи на север с Тайланд, а на юг един от най-натоварените морски пътища – Малайския проток – я отделя от остров Суматра. Има брегова ивица от 1931 km, но удобни заливи има само по западното крайбрежие. Източната част на Малайзия граничи на юг с Индонезия и на север с Бруней. Тук се намира и най-високата точка на страната връх Кинабалу (4095 m) в щата Сабах. Бреговата ивица е с дължина 2607 km.
Климатът е типичен екваториален, със средногодишни температури от 27 °C. Количеството валежи е значително, около 2500 мм годишно. Страната е под влияние на два мусона – югозападен (април до октомври) и североизточен (октомври до февруари), като вторият носи повече валежи, тъй като се формира над територията на Китай и Тихия океан. Предвид голямото количество валежи и гъстата речна мрежа, наводненията са често природно бедствие. При последното по-сериозно наводнение от 2007 г. загиват 18 души, а други 110 000 са евакуирани. За разлика от своите съседи, Малайзия се намира в стабилна сеизмична зона.
Биологичното разнообразие на Малайзия е изключително богато. Тук живеят 20 % от всички известни животински видове, в това число 210 вида бозайници, 250 вида влечуги (над 150 вида змии), само на полуостровната част птиците са 620 вида. Сред бозайниците за отбелязване са индокитайският тигър и димният леопард от семейство котки, както и суматранския носорог, малайският тапир, малайската мечка и много други. В полуостровната част на Малайзия се срещат над 1200 индийски слона, а в източната има голяма популация от орангутани (над 11 хил.). На полуостровната част се среща малайския тигър, ендемичния подвид на индокитайския тигър, от който са останали едва 600 екземпляра. Гори покриват 58 % от територията на страната. Само в източната част видовете дървета са над 2000, като само на един хектар може да се срещнат 240 различни вида дървета. По крайбрежието на полуостровната част на Малайзия са обичайни мангровите гори.

## Държавно устройство
По държавно устройство Малайзия е конституционна и ротационна монархия. Страната се управлява от 9 султана, които избират през 5 години един от тях за върховен султан. Федералният султан има основно представителни функции.

## Административно деление
Малайзия е разделена на 13 щата (11 от които са разположени в полуостровната част на страната и 2 разположени на остров Борнео) и 3 федерални територии – Куала Лумпур, Путраджая и Лабуан.
Щатите са:
- Джохор
- Кедах
- Келантан
- Малака
- Негери Сембилан
- Паханг
- Пенанг
- Перак
- Перлис
- Сабах
- Саравак
- Селангор
- Терренгану

## Икономика
Икономиката на страната е една от най-бързо развиващите се в Азия, с постоянен ръст на БВП от около 6,5 % годишно в периода 1957 – 2005 г.. За 2010 г. БВП на страната е 414,4 милиарда рингита, което я поставя на 29-о място в света. След като до 70-те години на XX век селското стопанство и добивът на полезни изкопаеми играе основна роля в икономиката, постепенно започва преориентиране към други сектори и към засилена индустриализация през 1980-те. Сериозна роля за растежа играят и чуждестранните инвестиции. Има дисбаланс между благосъстоянието на различните етнически групи. Китайците съставляват около 1/3 от населението, но държат над 70 % от капиталите на страната.
Международната търговия, силно подпомогната от важния търговски път през Малайския проток и промишлеността са основните двигатели на икономиката. Малайзия е голям износител на селскостопанска продукция, нефт (запаси от над 4,3 милиарда барела) и палмово масло (един от най-големите производители в света). Изнасят се още електротехника и компютърна техника (първо място в света по производство на компютърни чипове). От 2002 страната развива собствена космическа програма и през 2006 г. Музафар Шукор става първият малайзийски космонавт. Планира се и изграждане на космодрум в Борнео. Развива се и автомобилната индустрия, страната произвежда собствен национален автомобил Proton).
В последните години силно се развива и туризма, в опит да се диверсифицира икономиката. В резултат за 2009 Малайзия вече е на 9-о място в света по посещаемост от туристи.

## Население
Със своите 28 334 135 души (2010 г.), Малайзия се нарежда на 44-то място в света по население. То е разпределено доста неравномерно, като в полуостровната част на Малайзия живеят около 80 %, а в източната едва 20 %. Градското население съставлява около 70 % от общия брой, а годишният прираст е около 2,4 %.
Около 60 % от населението е съставено от местното коренно население, сред които най-многочислени са малайците (около 50 % от цялото население), ибаните, минангкабау и др. Втората голяма етническа група са китайците, които съставляват около 25 % от населението на Малайзия. Те са концентрирани само в няколко щата, като най-голям е броят им в Пенанг, където са 40 % от населението на щата. Третата по големина етническа група са индийците, които са 7 % от населението и са основно тамили.
Основната религия в Малайзия е ислямът, разпространен сред 61,3 % от населението. Будизмът е втората по популярност религия с 19,8 %, християните са 9,2 %, а индусите 6,3 % от населението.